# عبدالحمید یکم
عبدالحمید یکم (به زبان ترکی عثمانی: عبدالحمید اول) (۲۰ مارس ۱۷۲۵ – ۷ آوریل ۱۷۸۹) بیست و هفتمین سلطان امپراتوری عثمانی بود. او پسر سلطان احمد سوم و شرمی قادین بود که در ۲۱ ژانویه ۱۷۷۴ جانشین برادرش مصطفی سوم (۱۷۷۴–۱۷۱۷) شد.

## نگارخانه

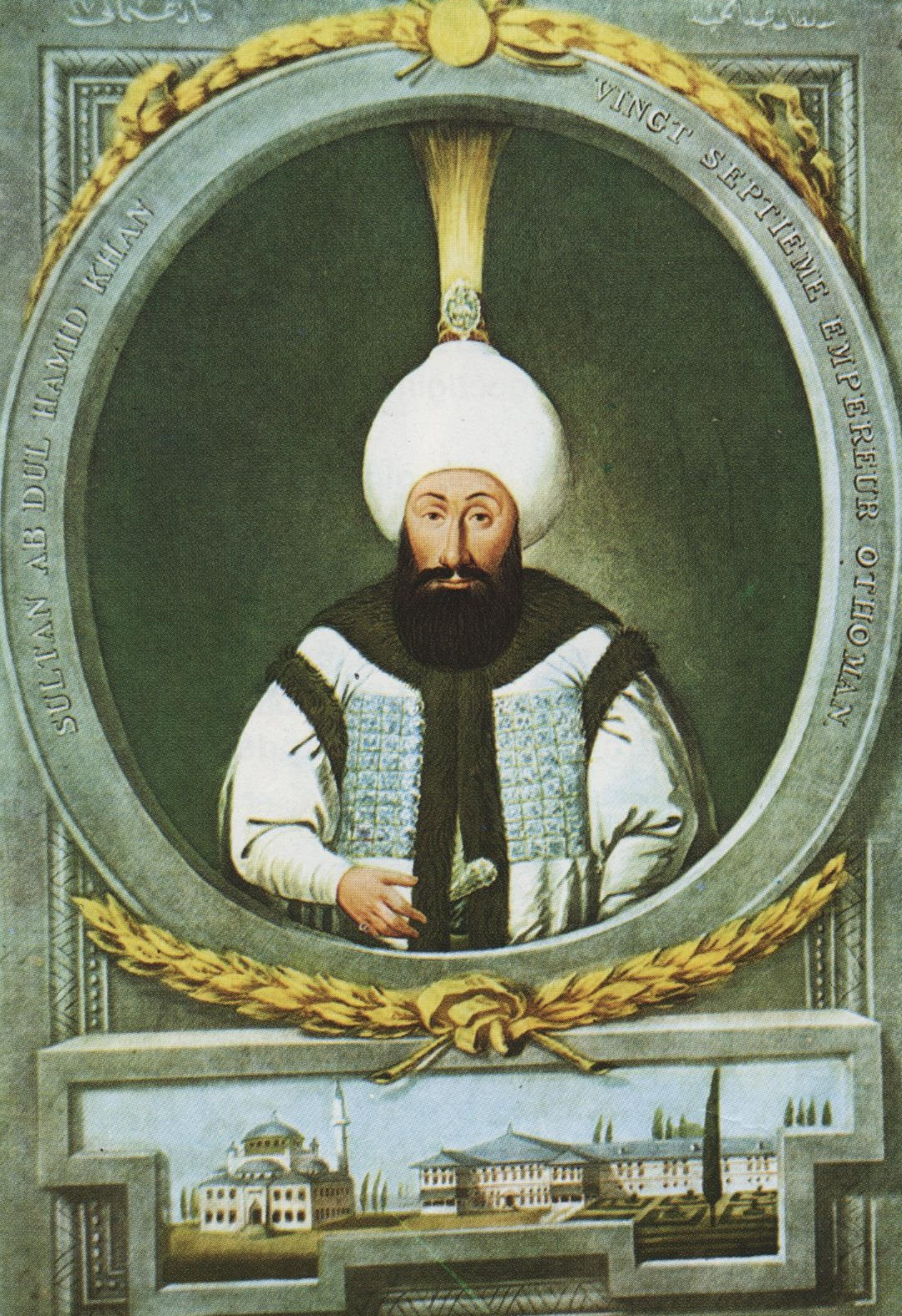
سلطان عبدالحمید اول
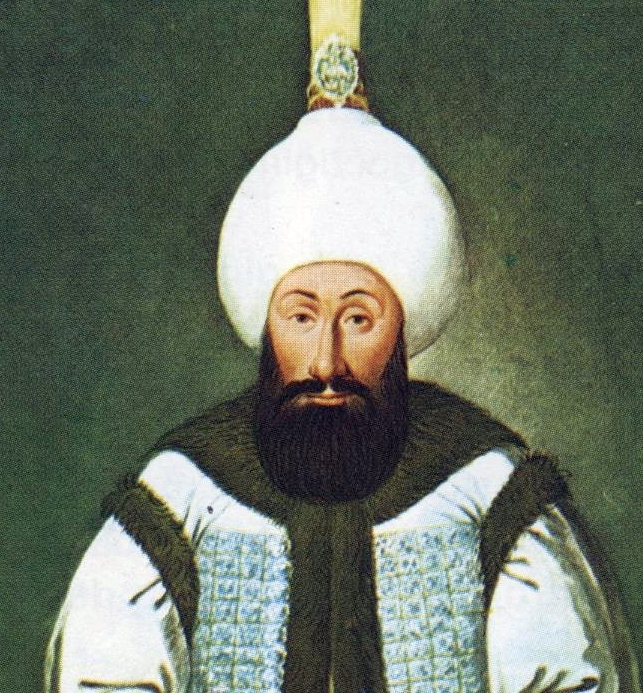
نگاره‌ای از عبدالحمید یکم
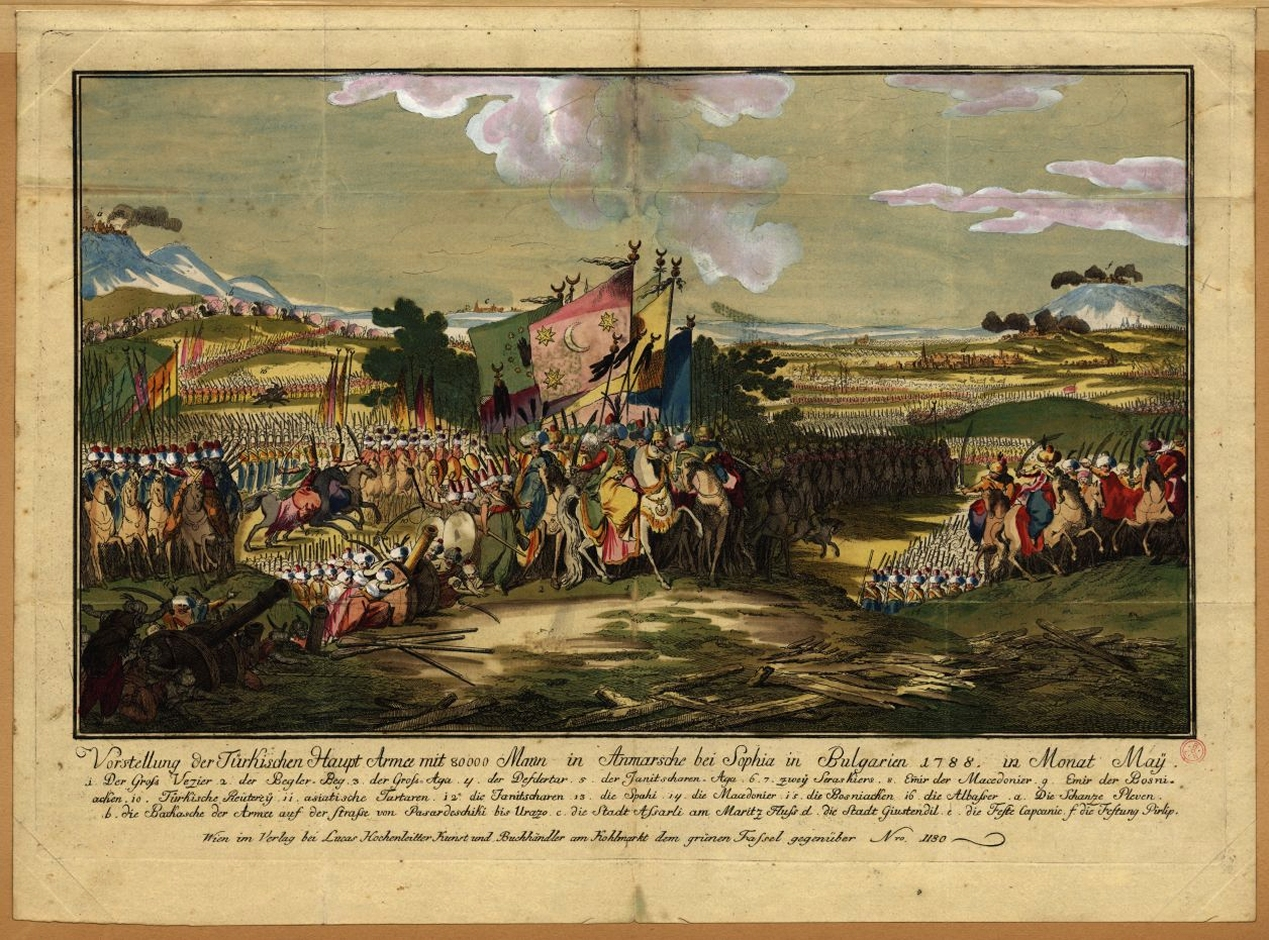
بزرگترین ارتش امپراتوری عثمانی در روم‌ایلی، در حال رفتن به سوی صوفیه، سال ۱۷۸۸
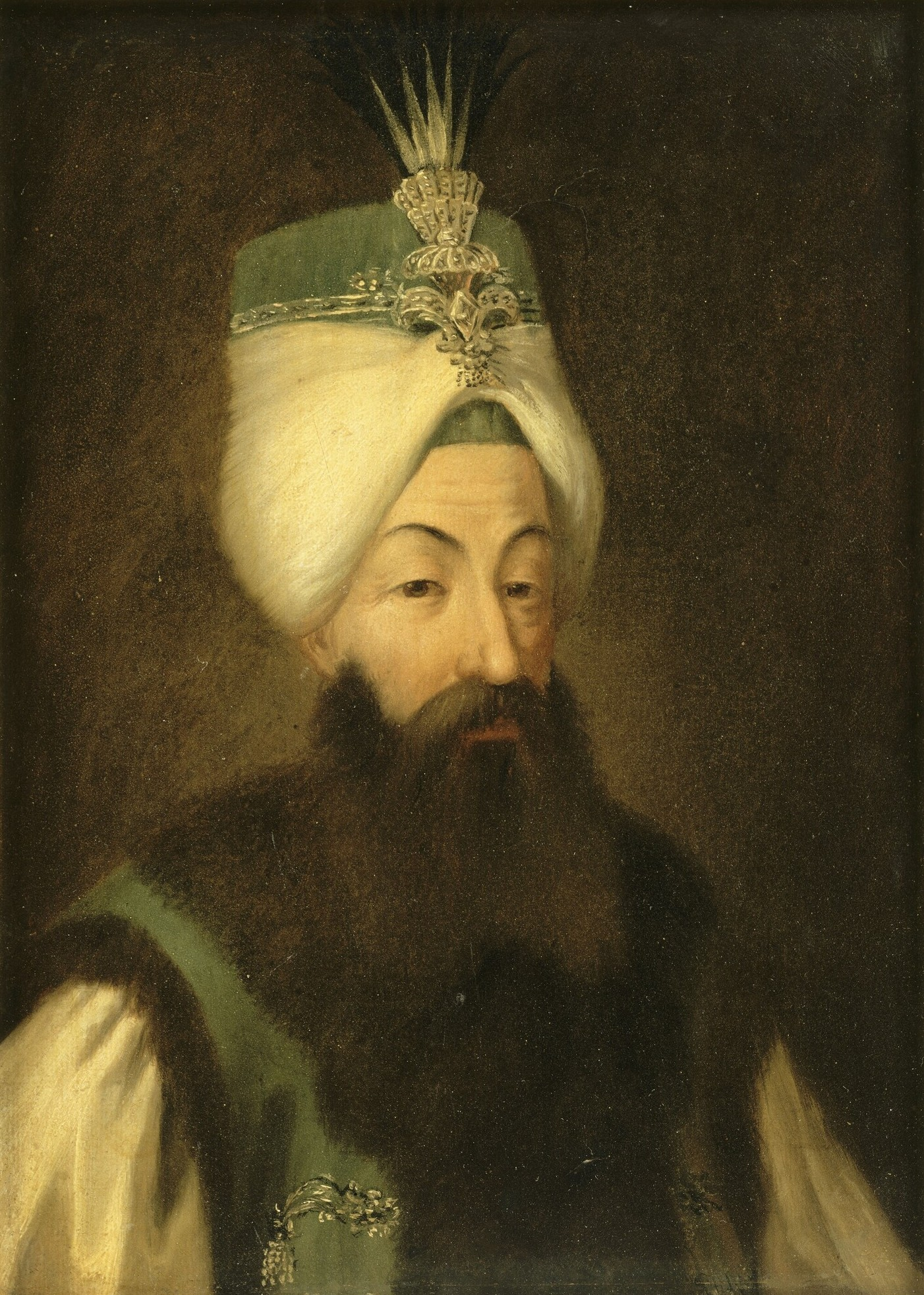
پرتره‌ای از سلطان عبدالحمید خان